# Icon (album de Ja Rule)
Pour les articles homonymes, voir Icon.
Albums de Ja Rule
Exodus
(2005) Pain Is Love 2
(2012)
Icon est une compilation de Ja Rule, sortie le 10 janvier 2012.
L'album s'est classé 18e au Top Rap Albums et 34e au Top R&B/Hip-Hop Albums.

## Liste des titres
| No  | Titre                                           | Durée |
| --- | ----------------------------------------------- | ----- |
| 1.  | Livin' It Up                                    | 4:18  |
| 2.  | Put It on Me (featuring Vita)                   | 4:24  |
| 3.  | Wonderful (featuring Ashanti et R. Kelly)       | 4:32  |
| 4.  | Mesmerize (featuring Ashanti)                   | 4:43  |
| 5.  | Holla Holla                                     | 3:49  |
| 6.  | New York (featuring Jadakiss et Fat Joe)        | 4:22  |
| 7.  | We Here Now                                     | 3:28  |
| 8.  | Down Ass Bitch (featuring Charli Baltimore)     | 5:34  |
| 9.  | Between Me and You (featuring Christina Milian) | 4:11  |
| 10. | Thug Lovin' (featuring Bobby Brown)             | 4:37  |
| 11. | Always on Time (featuring Ashanti)              | 4:05  |